# Nisia campbelli
Nisia campbelli är en insektsart som beskrevs av William Lucas Distant 1916. Nisia campbelli ingår i släktet Nisia och familjen Meenoplidae. Inga underarter finns listade i Catalogue of Life.